# Napa (California)
Napa è il capoluogo della contea omonima, nello stato della California (Stati Uniti d'America). Secondo il censimento del 2020 aveva una popolazione totale di 79 246 persone. Napa ha acquisito lo status di "città" nel 1872. È una destinazione turistica famosa per i suoi vini, la gastronomia e per la cultura artistica.
Il 31 dicembre 2005 il fiume Napa straripò e allagò l'intera area del centro e migliaia di ettari in tutta la contea. Più di 4 000 residenti furono evacuati e 1 000 abitazioni furono distrutte. L'alluvione del 2005 è stata la 23ª più devastante del suddetto fiume dal 1865.

## Geografia e ambiente
Secondo lo United States Census Bureau, la città ha una superficie totale di 47 km² (18,1 mi²). 46 km² (17,8 mi²) di essa è terra e 0,78 km² (0,3 mi²), l'1,69%, è acqua.
Il fiume omonimo attraversa la città in direzione della baia di San Pablo. Le amministrazioni di Napa hanno condotto una serie di opere di salvaguardia del territorio sugli argini del fiume comprese operazioni di riempimento eseguite secondo le regole imposte dallo United States Army Corps of Engineers. Il Napa River Flood Project ha avuto inizio alla fine degli anni novanta con l'obiettivo di ridurre il rischio di inondazioni lungo le 6 miglia (9,7 km) del tratto di fiume che interessa la città e su 1 miglio (1,6 km) del Napa Creek.

### Clima
Napa ha inverni umidi ed estati molto calde e secche. Nel mese di gennaio, le temperature medie vanno dai 58,5 °F (14,7 °C) ai 38,9 °F (3,8 °C). Nel mese di luglio, invece, vanno dagli 82,1 °F (27,8 °C) ai 55,0 °F (12,8 °C). Ogni anno c'è una media di 25 giorni con temperature massime di 90 °F (32 °C) o superiori e una media di 6,4 giorni con temperature minime di 32 °F (0 °C) o inferiori. La temperatura record è stata di 113 °F (45 °C) il 14 giugno 1961. Il record di bassa temperatura è stato di 14 °F (−10 °C) il 22 dicembre 1990.
Le precipitazioni medie annue a Napa sono di 24,84 pollici (631 mm) e c'è una media 64 giorni all'anno con precipitazioni misurabili. L'anno più piovoso è stato il 1983 con 51,29 pollici (1303 mm) e l'anno più secco è stato il 1939 con 10,37 pollici (263 mm). La più grande precipitazione nell'arco di 24 ore è stata di 5,85 pollici (149 mm) il 21 novembre 1977. Anche se la neve è rara, il 22 marzo 1987 è caduto 1 pollice (2,5 cm) di neve.

## Storia
L'origine del nome Napa è oggetto di controversia, deriva da una parola dei nativi americani che è stata tradotta in diversi modi tra i quali "orso grizzly", "casa", "patria" o "pesce". Tra le varie ipotesi, la più plausibile sembra quella che provenga dalla parola napo dei nativi americani Patwin, che significa "casa". In origine la città veniva chiamata indistintamente Napa o Nappa, come risulta da diverse mappe e documenti del XIX secolo, e nel 1848 fu ufficializzato il nome Napa.
Al momento della prima esplorazione della Napa Valley nel 1823, la maggior parte degli abitanti della zona consisteva in nativi indiani d'America. Padre José Altimira, fondatore della Missione San Francisco Solano nel distretto messicano di Sonoma, fu il capo della spedizione. I preti cattolici convertirono alcuni dei locali, gli altri furono attaccati o dispersi dai soldati messicani. I primi coloni statunitensi arrivarono negli anni 1830 e la zona rimase sotto il controllo messicano fino alla Bear Flag Revolt del 1846, quando i coloni statunitensi si ribellarono vittoriosamente alle autorità messicane e fu creata la Repubblica della California, che nel 1849 divenne uno degli Stati Uniti. La Napa Valley fu assegnata al distretto californiano di Sonoma e nel 1850 la neonata Contea di Napa divenne una delle prime contee della California.
La locale tribù degli Wappo aveva firmato un accordo di pace con l'esercito messicano nel 1836 e nel 1850 nacquero tensioni tra gli Wappo e i coloni bianchi. Dopo l'uccisione di un colono bianco durante un'incursione degli Wappo, con la rappresaglia dell'esercito americano ebbe inizio il massacro e dopo pochi anni solo poche centinaia di Wappo erano sopravvissuti. Nel censimento del 1910 ne erano rimasti solo 73.
La città di Napa fu fondata nel 1847 da Nathan Coombs e la prima attività commerciale fu il saloon costruito dall'ex mugnaio Pierce Harrison. Nel 1842 il Susanna fu il primo battello a navigare sul Napa, mentre la prima imbarcazione a vapore fu nel 1850 la Dolphine. Nel 1851 venne eretto il primo tribunale. Coombs e gli altri fondatori della città sono sepolti nel vicino Tulocay Cemetery. Presso l'ingresso si trova la tomba di Mary Ellen Pleasant, che è considerata la madre dei diritti civili californiani.
Nella metà degli anni cinquanta del 1800, la Main Street di Napa rivaleggiò con molte altre grandi città, con ben 100 cavalli da sella legati alle recinzioni. Gli alberghi erano affollati, i saloon e gli empori per il gioco d'azzardo erano numerosi. Il movimento Lyceum istituì una sala lettura e mise in piedi un'azienda agricola. Due giornali videro la loro pubblicazione in quegli anni: il Napa Valley Register fece il suo debutto nel 1853 mentre Alexander J. Cox pubblicava il Napa County Reporter per la prima volta il 4 luglio 1856.
La corsa all'oro californiana di fine anni 1850 contribuì ad ampliare la città. Con il terribile inverno nei luoghi di ricerca dell'oro, i minatori affluivano nelle città vicine per ripararsi da freddo, neve, inondazioni e malattie. Lungo la Main Street venne eretta una tendopoli. Molti allevamenti di bestiame erano sopravvissuti e le industrie di legname si erano moltiplicate. Numerose segherie entrarono in funzione nella valle.
Nel 1858, nella Napa Valley iniziò una grande corsa all'argento, e i minatori affollarono le colline orientali. Nel 1860 iniziò l'estrazione del mercurio su larga scala, con miniere allestite in molte zone della contea. La miniera più nota è quella di Silverado Mine, nei pressi della vetta del Mount Saint Helena. Viene anche citata da Robert Louis Stevenson nel suo classico The Silverado Squatters.
Nel 1869 FA Sawyer stabilì a Napa la Sawyer Tanning Company che divenne la più importante conceria a ovest del Mississippi. La popolare nappa fu inventata da un lavoratore della Sawyer Tanning Company nel 1875. Napa divenne così il principale centro economico della Napa Valley agli albori del XX secolo, con gli interessi agricoli e in particolar modo dei viticoltori che si sono sviluppati a nord della città, mentre i settori legati all'energia elettrica, quello bancario, commerciale e l'attività di vendita al dettaglio si sono evoluti all'interno della città e in passato lungo il fiume Napa attorno al centro storico.
La Napa Valley Opera House fu inaugurata il 13 febbraio 1880 con la produzione di Gilbert e Sullivan HMS Pinafore. Venne chiusa nel 1914 dopo i danni subiti durante il terremoto di San Francisco del 1906, ma anche per il declino del genere vaudeville e per l'avvento del cinema. Nel periodo successivo l'edificio fu riaperto e utilizzato a fini commerciali. Solo nel 1985 un'organizzazione no profit sarebbe nata per ripristinare il teatro, la cui riapertura ebbe luogo nel giugno 2002 con il nuovo nome Cafe Theatre
Nel 1903 venne istituita la Napa Glove Factory, il più grande impianto nel suo genere a ovest di Chicago. Nel 1915 Edwin Pridham e Peter L. Jensen inventarono l'altoparlante con movimento a bobina nella loro bottega in città mentre lavoravano sul miglioramento del ricevitore del telefono. Nel 1905 fu inaugurata la ferrovia che collegava San Francisco a Calistoga passando per Napa.
Il 31 dicembre 2005, il fiume Napa straripò e invase tutta la zona del centro e migliaia di ettari intorno alla contea di Napa. Più di 4 000 residenti vennero evacuati e circa 1 000 abitazioni vennero distrutte e inondate. Fu il 23º più grande diluvio della storia di Napa dal 1865.
La maggior parte della popolazione della Contea di Napa vive di solito in città. Fin da quando fu intrapreso, il programma attivo di sviluppo economico ha continuato a sostenere le attività agricole della valle.

## Società

### Evoluzione demografica
Dal censimento del 2006, Napa contava 74 966 abitanti, 20 001 famiglie e 12 453 famiglie risedenti in città. La densità di popolazione era di 1234,5 ab./km². La composizione etnica della città comprendeva: il 90,11 % della popolazione di razza bianca, lo 0,21 % erano afro-americani, il 7,32 % nativi americani, il 2,71 % asiatici, l'1,8 % isolani del Pacifico e lo 0,35 % erano di altre razze.
Il reddito medio annuo di una famiglia di Napa era di 49154 $. Gli uomini avevano un reddito medio di 58788 $, mentre quello delle donne era di 31334 $. il reddito pro capite della città era, sempre nel 2006, di 23642 $. Il 6,1 % della popolazione viveva sotto la soglia di povertà.

## Politica
Nella legislatura statale Napa fa parte del 2º Distretto del Senato e della 7ª Assemblea Distrettuale.

## Infrastrutture e trasporti
Gli aeroporti internazionali di Oakland e di San Francisco sono circa 80 km a sud di Napa, l'Aeroporto Internazionale di Sacramento si trova 105 km a nordest, quello della Contea di Sonoma è 48 km a nordovest, mentre il vicino Napa County Airport sorge a sud e serve solo al traffico regionale.

## Amministrazione

### Gemellaggi
- Fairfield (California), Stati Uniti
- Iwanuma, Giappone (1973)
- Telavi, Georgia (1987)
- Launceston, Tasmania, Australia (1988)